# Squash nos Jogos Sul-Americanos de 2010
As competições de squash nos Jogos Sul-Americanos de 2010 ocorreram entre 20 e 25 de março na Unidad Deportiva María Luisa Calle, em Medellín. Sete eventos foram disputados.

## Calendário
| Março  | 17 | 18 | 19 | 20 | 21 | 22 | 23 | 24 | 25 | 26 | 27 | 28 | 29 | 30 | T |
| ------ | -- | -- | -- | -- | -- | -- | -- | -- | -- | -- | -- | -- | -- | -- | - |
| Squash |    |    |    |    | 3  | 2  |    |    | 2  |    |    |    |    |    | 7 |

## Medalhistas
Masculino
| Evento  | Ouro                                                                                    | Prata                                                        | Bronze |
| Simples | Miguel Ángel Rodríguez COL Colômbia                                                     | Rafael Alarcon BRA Brasil                                    | Esteban Casarino PAR Paraguai Bernardo Samper COL Colômbia                                                                     |
| Duplas  | Bernardo Samper Javier Castilla COL Colômbia                                            | Guillermo Asdeale Hernán D'Arcangelo ARG Argentina           | Ronivaldo Conceição Vinícius Costa BRA Brasil Bruno Alvarenga Esteban Casarino PAR Paraguai                                    |
| Equipe  | Javier Castilla Eric Herrera Pelaez Miguel Ángel Rodríguez Bernardo Samper COL Colômbia | Rafael Alarcon Ronivaldo Conceição Vinícius Costa BRA Brasil | Ernesto Davila Juan Sebastián Chacón Alex Ulloa ECU Equador Hernán D'Arcangelo Guillermo Asdeale Gonzalo Miranda ARG Argentina |

Feminino
| Evento  | Ouro                                                                         | Prata                                                   | Bronze |
| Simples | Nicolet Fernandes GUY Guiana                                                 | Silvia Angulo COL Colômbia                              | Antonella Falcione ARG Argentina Cecilia Cerquetti ARG Argentina                                              |
| Duplas  | Silvia Angulo Catalina Pelaez Casasfranco COL Colômbia                       | Cecilia Cerquetti Antonella Falcione ARG Argentina      | Tatiana Borges Thaísa Serafini BRA Brasil Nicolet Fernandes Ashley Khalil GUY Guiana                          |
| Equipe  | Silvia Angulo Karol González Prieto Catalina Pelaez Casasfranco COL Colômbia | Tatiana Borges Karen Redfern Thaísa Serafini BRA Brasil | Sofia Baravalle Cecilia Cerquetti Antonella Falcione ARG Argentina Nicolet Fernandes Ashley Khalil GUY Guiana |

Misto
| Evento | Ouro                                                     | Prata                                              | Bronze                                                                          |
| Duplas | Anna Gabriela Porras Miguel Ángel Rodríguez COL Colômbia | Antonella Falcione Matías Valenzuela ARG Argentina | Ernesto Davila Magaly Vélez ECU Equador Rafael Alarcón Karen Redfern BRA Brasil |

## Quadro de medalhas
| Ordem | País      | Medalha de ouro | Medalha de prata | Medalha de bronze | Total |
| ----- | --------- | --------------- | ---------------- | ----------------- | ----- |
| 1     | Colômbia  | 6               | 1                | 1                 | 8     |
| 2     | Guiana    | 1               |                  | 2                 | 3     |
| 3     | Argentina |                 | 3                | 4                 | 7     |
| 4     | Brasil    |                 | 3                | 3                 | 6     |
| 5     | Equador   |                 |                  | 2                 | 2     |
| 5     | Paraguai  |                 |                  | 2                 | 2     |
| TOTAL | TOTAL     | 7               | 7                | 14                | 28    |